# Downtown (stacja metra)
Downtown – stacja podziemna Mass Rapid Transit (MRT) na Downtown Line w Singapurze. Łączy południową część Marina Bay, gdzie znajduje się The Sail @ Marina Bay i Marina Bay Financial Centre.